# Robert Kennicott

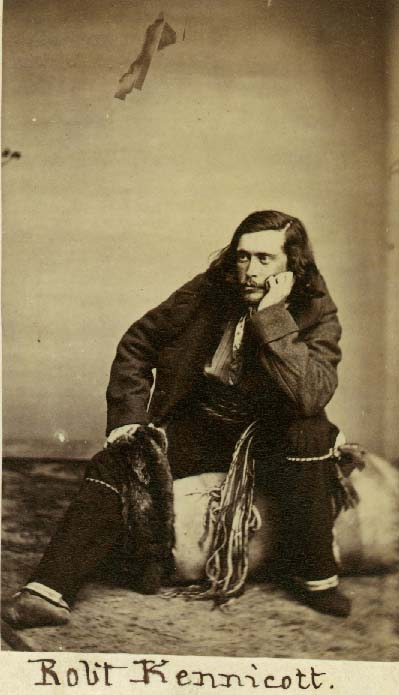
Robert Kennicott

Robert Kennicott (* 13. November 1835 in New Orleans; † 13. Mai 1866 in Alaska) war ein US-amerikanischer Naturforscher.

## Leben
Kennicott wurde in New Orleans geboren und wuchs in Chicago auf. Seit 1853 arbeitete er für Spencer Fullerton Baird in der Smithsonian Institution in Washington, wo er führendes Mitglied des Megatherium Club wurde. Im April 1859 begab er sich zum Sammeln naturgeschichtlicher Exemplare auf eine Expedition in die subarktischen borealen Wälder im Nordwesten Kanadas, die heutigen Mackenzie- und Yukon-Flusstäler und in die weiter nördlich gelegene arktische Tundra. Kennicott freundete sich mit Pelzhändlern der Hudson’s Bay Company in diesem Gebiet an und regte sie dazu an, naturgeschichtliche Stücke und Gegenstände der Ureinwohner (Inuit und Métis) zu sammeln und zur Smithsonian Institution nach Washington zu schicken. 1862 kehrte er selbst nach Washington zurück.
Im Jahr 1865 startete die Western Union Telegraph Expedition, um eine mögliche Fernmelde-Route zwischen Nordamerika und Russland über das Beringmeer zu finden. Kennicott wurde als Wissenschaftler für diese ausgewählt; unter der Gesellschaft von Wissenschaftlern, die ihm assistierten, befanden sich auch William Healey Dall und Ottfried von Bendeleben.
Die Expedition traf im April in San Francisco ein, aber Streitigkeiten zwischen den Expeditionsleitern führten dazu, dass es nur wenige Ergebnisse gab. Die Gesellschaft begab sich in den Norden nach Vancouver, wo Kennicott erkrankte. Nach seiner Genesung zog es ihn erneut in den Norden, nach Alaska. Er starb an einem Herzanfall, während er den Yukon River hinaufwanderte.

## Ehrungen
Nach Kennicott benannt wurden der Kennicott-Gletscher, das Kennicott-Tal, der Kennicott River und die Geisterstadt Kennicott in Alaska. Zudem wurden mehrere Tierarten nach ihm benannt, etwa die Westkreischeule (Megascops kennicottii (Elliot, DG, 1867)). George Suckley widmete ihm 1862 den wissenschaftlichen Namen der Schweifhun-Unterart (Tympanuchus phasianellus kennicotti). Die von Spencer Fullerton Baird 1869 beschriebene Art Phyllopneuste Kennicotti wird heute als Synonym zum Wanderlaubsänger (Phylloscopus borealis (Blasius, JH 1858)) betrachtet. Auguste Henri André Duméril benannte 1870 Huso kennicottii zu seinen Ehren, die heute als Störe-Art Acipenser oxyrinchus Mitchill, 1815 geführt wird. Frederic Ward Putnam ehrte ihn 1863 in der Springbarsch-Art Etheostoma kennicotti. Coregonus kennicotti Milner, 1883 wird heute als Synonym zu Coregonus nasus Pallas, 1776 betrachtet. Frank Collins Baker ehrte ihn 1933 in der Schlammschnecken-Art Ladislavella kennicotti, William Healey Dall 1871 in der Borsoniidae-Art Suavodrillia kennicotti und der Hornschnecken-Art Beringius kennicottii, Nathan Banks 1920 die Köcherjungfern-Art Limnephilus kennicotti und 1926 die Stelzenfliegen-Art Compsobata kennicotti, Philip Reese Uhler 1897 die Ruderwanzen-Art Hesperocorixa kennicottii, Harry Hazelton Knight 1921 die Weichwanzen-Art Deraeocoris kennicotti, Ezra Townsend Cresson 1865 die Knotenwespen-Art Cerceris kennicottii, Charles Paul Alexander 1915 die Schnaken-Art Tipula kennicotti und Bernard Rogan Ross 1861 die Arktische Ziesel-Unterart (Urocitellus parryii kennicottii). Anodonta kennicottii Lea, 1861 gilt heute als Synonym zur Fluss- und Teichmuscheln-Art Pyganodon grandis(Say, 1829).

## Erstbeschreibungen von Robert Kennicott
Kennicott hat einige Gattungen, Arten und Unterarten als Erstautor beschrieben.

## Gattungen
Zu den Gattungen gehören chronologisch:
- Arizona Kennicott in Baird, SF 1859

## Arten
Zu den Arten gehören chronologisch:
- Kirtland's Schlange  (Clonophis kirtlandii (Kennicott, 1856))
- Arizonanatter (Arizona elegans Kennicott in Baird, SF, 1859)
- Couch's Strumpfbandnatter (Thamnophis couchii (Kennicott in Baird, 1859))
- Gebänderte Katzenaugennatter (Leptodeira septentrionalis (Kennicott in Baird, SF, 1859))
- Schwarz-gestreifte Schlange (Coniophanes imperialis (Kennicott in Baird, SF, 1859))
- Tigerklapperschlange (Crotalus tigris Kennicott, 1859)
- Toluka Bodennatter (Conopsis lineata (Kennicott, 1859))
- Westliche Wurmschlange (Carphophis vermis (Kennicott, 1859))
- Arizona-Korallenotter (Micruroides euryxanthus (Kennicott, 1860))
- Flachland-Schwarzkopfschlange (Tantilla nigriceps Kennicott, 1860)
- Mexikanische Westküsten-Strumpfbandnatter (Thamnophis validus (Kennicott, 1860))
- Santa-Cruz-Strumpfbandnatter (Thamnophis atratus (Kennicott in Cooper, 1860))
- Schwarznacken-Strumpfbandnatter (Thamnophis cyrtopsis (Kennicott, 1860))
- Westmexikanische Korallenotter  (Micrurus distans (Kennicott, 1860))
- Zweistreifen-Strumpfbandnatter (Thamnophis hammondii (Kennicott, 1860))
- Felsen-Klapperschlange (Crotalus lepidus (Kennicott, 1861))
- Mexikanische Königsnatter (Lampropeltis annulata Kennicott, 1861)
- Mojave-Klapperschlange (Crotalus scutulatus (Kennicott, 1861))
- Piute-Ziesel (Urocitellus mollis (Kennicott, 1863))
- Uinta-Ziesel (Urocitellus armatus (Kennicott, 1863))
- Wyoming-Ziesel (Urocitellus elegans (Kennicott, 1863))

## Unterarten
Zu den Unterarten gehören chronologisch:
- Glatte Erdschlangen-Unterart (Virginia valeriae elegans (Kennicott, 1859))
- Halsbandnatter-Unterart (Diadophis punctatus arnyi Kennicott, 1859)
- Östliche-Bändernatter-Unterart (Thamnophis saurita sackenii (Kennicott, 1859))
- Östliche Wurmschlangen-Unterart (Carphophis amoenus helenae (Kennicott, 1859))
- Mexikanische Hakennasennatter (Heterodon kennerlyi Kennicott, 1860)
- Mexikanische-Strumpfbandnatter-Unterart (Thamnophis eques megalops (Kennicott, 1860))
- Salzwassernatter-Unterart  (Nerodia clarkii compressicauda Kennicott, 1860)
- Fleckenziesel-Unterart (Xerospermophilus spilosoma obsoletus (Kennicott, 1863))

## Synonyme
Weitere Synonyme von Kennicott sind chronologisch:
- Mus bairdii Hoy & Kennicott, 1857 ein Synonym für die Hirschmaus (Peromyscus maniculatus (Wagner, 1845))
- Toluca Kennicott, 1859 in Synonym für Conopsis Günther, 1858
- Eutaenia haydenii Kennicott, 1860 ein Synonym zur Prärie-Strumpfbandnatter (Thamnophis radix (Baird, SF & Girard, 1853))
- Caudisona atrox sonoraensis Kennicott, 1861 ein Synonym zur Texas-Klapperschlange (Caudisona atrox Baird, SF & Girard, 1853)
- Lampropeltis triangulum multistriata Kennicott, 1861 ein Synonym für die Edelkönigsnatter (Lampropeltis gentilis (Baird, SF & Girard, 1853))

## Publikationen (Auswahl)
- Description of a new snake from Illinois. In: Proceedings of the Academy of Natural Sciences of Philadelphia. Band 8, 1856, S. 95–96 (englisch, biodiversitylibrary.org).
- The Quadrupeds of Illinois injurious and beneficial to the farmer. In: Report of the Commissioner of Patents for the year 1856. 1857, S. 52–110 (englisch, archive.org).
- in Spencer Fullerton Baird: Genus Arizona & Species Arizona elegans, Coniophanes imperialis, Leptodeira septentrionalis im Reptiles of the Boundary. In: Report on the United States and Mexican boundary survey :made under the direction of the secretary of the Interior (= 2. Band 2). 1859, S. 16, 18, 23 (englisch, biodiversitylibrary.org).
- in James Graham Cooper: Thamnophis atratus in Reports upon the Reptiles on the survey. In: Reports of explorations and surveys, to ascertain the most practicable and economical route for a railroad from the Mississippi River to the Pacific Ocean. Band 12, Nr. 4, 1860, S. 292–306 (englisch, biodiversitylibrary.org).
- Descriptions of new species of North American serpents in the museum of the Smithsonian Institution, Washington. In: Proceedings of the Academy of Natural Sciences of Philadelphia. Band 12, 1860, S. 328–338 (englisch, biodiversitylibrary.org).
- On three new forms of rattlesnakes. In: Proceedings of the Academy of Natural Sciences of Philadelphia. Band 13, 1861, S. 206–207 (englisch, biodiversitylibrary.org).
- Descriptions of four  new species of Spermophilus, in the collection of the Smithsonian Institution. In: Proceedings of the Academy of Natural Sciences of Philadelphia. Band 15, 1863, S. 157–158 (englisch, biodiversitylibrary.org).

## Einzelbelege
1. ↑  Daniel Giraud Elliot (1867), S. 99.
2. ↑  George Suckley (1862), S. 361–363.
3. ↑  Spencer Fullerton Baird (1869), S. 313–314, Tafel 20 Abbildung 2.
4. ↑  Auguste Henri André Duméril (1870), S. 130–132, Tafel 15 Abbildung 3a,b & e.
5. ↑  Frederic Ward Putnam (1863), S. 3.
6. ↑  James Wood Milner in David Starr Jordan, Charles Henry Gilbert (1883), S. 298.
7. ↑  Frank Collins Baker (1933), S. 522, Abbildung 1.
8. ↑  William Healey Dall (1871), S. 102, Tafel 16 Abbildung 2.
9. ↑  William Healey Dall (1871), S. 108.
10. ↑  Nathan Banks (1920), S. 344.
11. ↑  Nathan Banks (1926), S. 24.
12. ↑  Philip Reese Uhler (1897), S. 393–394.
13. ↑  Harry Hazelton Knight (1921), S. 166.
14. ↑  Ezra Townsend Cresson (1865), S. 128.
15. ↑  Charles Paul Alexander (1915), S. 480–482.
16. ↑  Bernard Rogan Ross (1920), S. 344.
17. ↑  Isaac Lea (1861), S. 56.

| Personendaten    | Personendaten                   |
| ---------------- | ------------------------------- |
| NAME             | Kennicott, Robert               |
| KURZBESCHREIBUNG | US-amerikanischer Naturforscher |
| GEBURTSDATUM     | 13. November 1835               |
| GEBURTSORT       | New Orleans                     |
| STERBEDATUM      | 13. Mai 1866                    |
| STERBEORT        | Alaska                          |